# Natividade (kommun i Brasilien, Tocantins)
Natividade är en kommun i Brasilien.   Den ligger i delstaten Tocantins, i den centrala delen av landet, 400 km norr om huvudstaden Brasília. Antalet invånare är 9 000.
Omgivningarna runt Natividade är huvudsakligen savann. Runt Natividade är det mycket glesbefolkat, med 4 invånare per kvadratkilometer.